# Глинике (Нордбан)
Глинике (Нордбан) (нем. Glienicke/Nordbahn) — коммуна в Германии, в земле Бранденбург.
Входит в состав района Верхний Хафель.  Население составляет 11143 человек (на 31 декабря 2011 года). Занимает площадь 4,60 км².